# Ophiuche madagascarensis
Ophiuche madagascarensis là một loài bướm đêm trong họ Erebidae.